# KWin

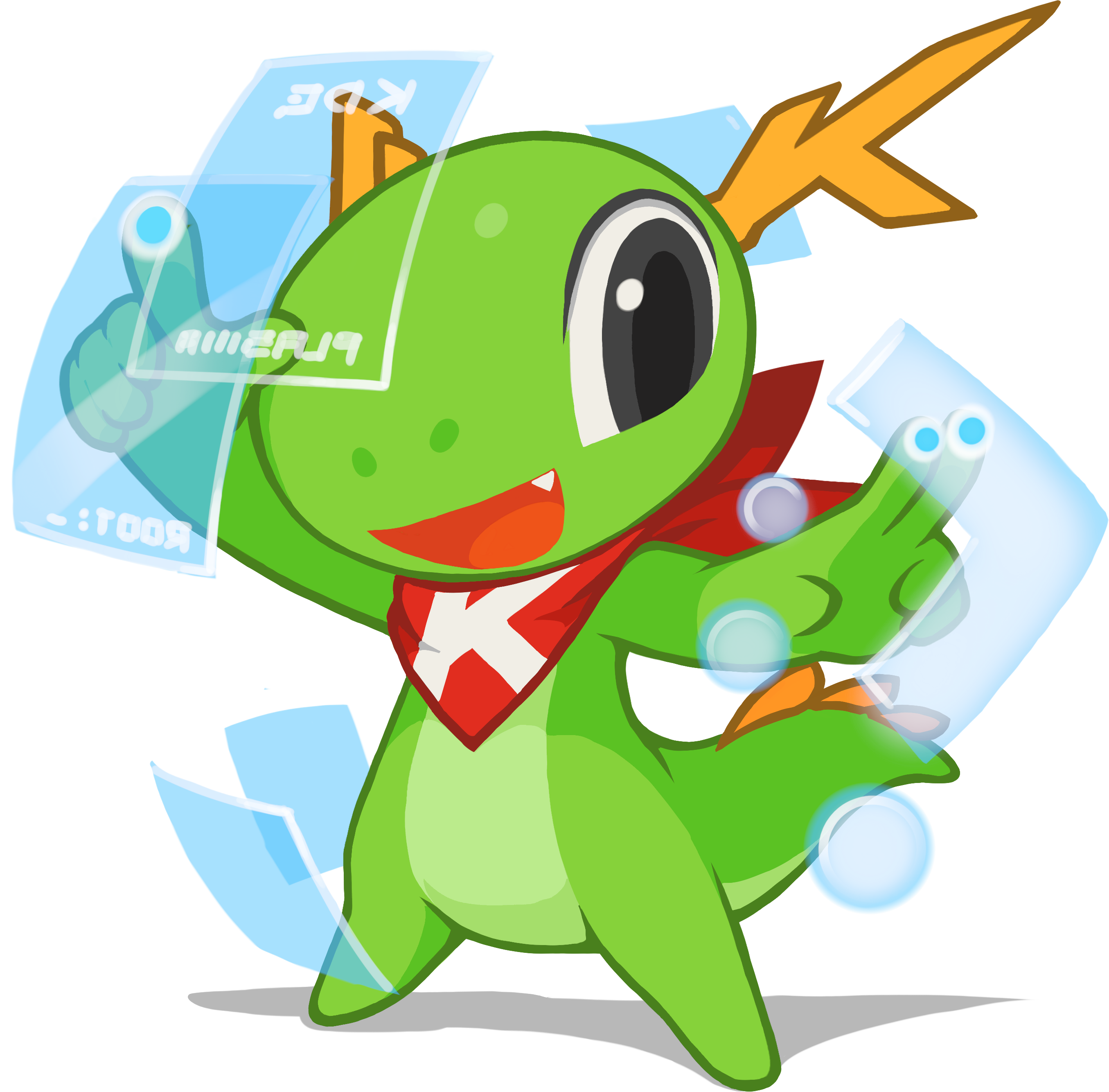
Маскот KDE Konqi и оконный менеджер.

KWin — оконный менеджер для X Window System, на данный момент находится в процессе перехода на Wayland compositor. Он выпущен как часть KDE Plasma 5, для которого он является оконным менеджером по умолчанию. KWin также можно использовать отдельно или вместе с другими графическими окружениями.
KWin 5.x зависит от KDE Frameworks 5. KWin 4.x зависел от KDE Platform 4, которая была монолитной библиотекой. KWin 3.x и более ранние зависели от KDELibs.
KWin можно настроить с помощью скриптов, используя QML или QtScript, оба из которых основаны на ECMAScript.

## История
| Имя  | Версия | Детали |
| ---- | ------ | --- |
| KWM  | 1.0    | |
| KWin | 2.0    | Расширенная поддержка тем и оконных эффектов. |
| KWin | 3.0    | Улучшена поддержка расширенных ICCCM стандартов из freedesktop.org. |
| KWin | 4.0    | Поддержка композитинга и Compiz-подобных эффектов. |
| KWin | 4.4    | Максимизация и управление окнами с помощью привязки к краям экрана, группировке и табуляции. |
| KWin | 4.5    | Фреймовый оконный менеджер (удален в версии 4.10). |
| KWin | 4.9    | Изменение несовместимых API. |
| KWin | 4.11   | Последний выпуск основанный на KDE Platform 4. Экспериментальная поддержка Wayland. |
| KWin | 5.0    | Первый выпуск основан на KDE Frameworks 5 и Qt 5. |
| KWin | 5.12   | KWin/X11 заморожен, это значит что никаких новых функций в X11 больше не будет добавлено. Мартин Флезер (Martin Flöser) заявил, что новые функции просты и понятны с бэкэндом Wayland, требуется значительно больше времени на разработку, чтобы добавить те же функции в бэкэнд X11. |

## Темы оформления
Существует много тем оформлений для KWin, включая текущий стандартный Breeze (показан ниже), предыдущий стандартный Oxygen, Microsoft Windows-подобный Redmond и Keramik.

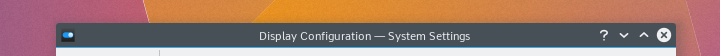
KWin с оформлением окна Breeze.

## Композитинг
В настоящее время доступны бэкэнды композитинга XRender, OpenGL 1.2, OpenGL 2.0, OpenGL 3.1 и OpenGL ES 2.0.